# Tessie Lambourne
Tessie Eria Lambourne est une haute fonctionnaire, diplomate puis femme politique gilbertine.

## Biographie
Employée successivement dans l'administration publique de divers ministères gilbertins à partir de 1991, elle obtient en 1994 un diplôme de licence en Science politique à l'université d'Auckland, en Nouvelle-Zélande. De 1998 à 2000, elle est la secrétaire privée du président de la République, Teburoro Tito. En 2007, elle obtient un Master en Droit international et Politique internationale à l'université de Canterbury en Nouvelle-Zélande. 
En août 2016 elle est faite secrétaire du cabinet, le plus haut poste dans l'administration publique gilbertine, auprès du gouvernement du président Taneti Maamau. En juin 2018, elle est nommée ambassadrice plénipotentiaire des Kiribati en République de Chine (Taïwan), avec un mandat de quatre ans. Elle présente son accréditation à la présidente taïwanaise Tsai Ing-wen le 20 juillet. Le 20 septembre 2019, toutefois, le président Taneti Maamau rompt les relations diplomatiques gilbertines avec Taïwan afin de reconnaître la République populaire de Chine, qui promet d'importantes aides au développement des Kiribati. L'ambassade gilbertine à Taipei est fermée, et Tessie Lambourne doit retourner aux Kiribati.
Elle entre alors en politique, et se présente aux élections législatives d'avril 2020 comme candidate du nouveau parti d'opposition Kiribati d'abord, formé par Banuera Berina pour protester contre la rupture des relations gilbertines avec Taïwan. Elle remporte un siège dans la circonscription d'Abemama, battant le ministre sortant de la Justice, Natan Teewe. Le parti Kiribati d'abord remporte une courte majorité absolue des sièges à la Maneaba ni Maungatabu, le Parlement national,,. À la mi-mai, des membres des deux partis d'opposition, le Boutokaan te koaua et Kiribati Moa Party, s'assemblent en un nouveau parti s'appelant Boutokaan Kiribati Moa Party (BKM) et présidé par Tessie Lambourne.
Son époux David Lambourne, australien mais résident permanent aux Kiribati depuis les années 1990, est juge à la Haute Cour des Kiribati. En mai 2022, le gouvernement du président Taneti Maamau suspend David Lambourne, invoquant des méfaits de sa part sans préciser lesquels. Le juge fait appel de sa suspension, et le gouvernement Maamau suspend alors le président de la Haute Cour, William Hastings, l'empêchant de traiter cet appel. En août, le gouvernement tente d'expulser David Lambourne du pays, le conduisant à l'aéroport international de Bonriki et faisant fi d'un arrêt de la Cour d'Appel interdisant sa déportation. À l'aéroport, la police tente de contraindre physiquement David Lambourne d'entrer dans l'avion de la compagnie Fiji Airways, mais le refus du pilote d'embarquer un passager illégalement contraint les autorités gilbertines à y renoncer. Le juge est alors placé en détention,,. Le gouvernement Maamau suspend par la suite intégralement les organes du pouvoir judiciaire, et crée un tribunal ad hoc pour faire expulser David Lambourne du pays. Sous la contrainte, il quitte les Kiribati en mai 2024.
Tessie Lambourne est choisie comme candidate de son parti pour l'élection présidentielle d'octobre 2024, mais les candidatures doivent être approuvées par le Parlement, et la majorité parlementaire acquise au gouvernement Maamau interdit sa candidature. Tessie Lambourne dénonce alors ce qu'elle qualifie de dérive vers un « État à parti unique » et souligne que les électeurs sont privés de choix.